# Дуралей (река)

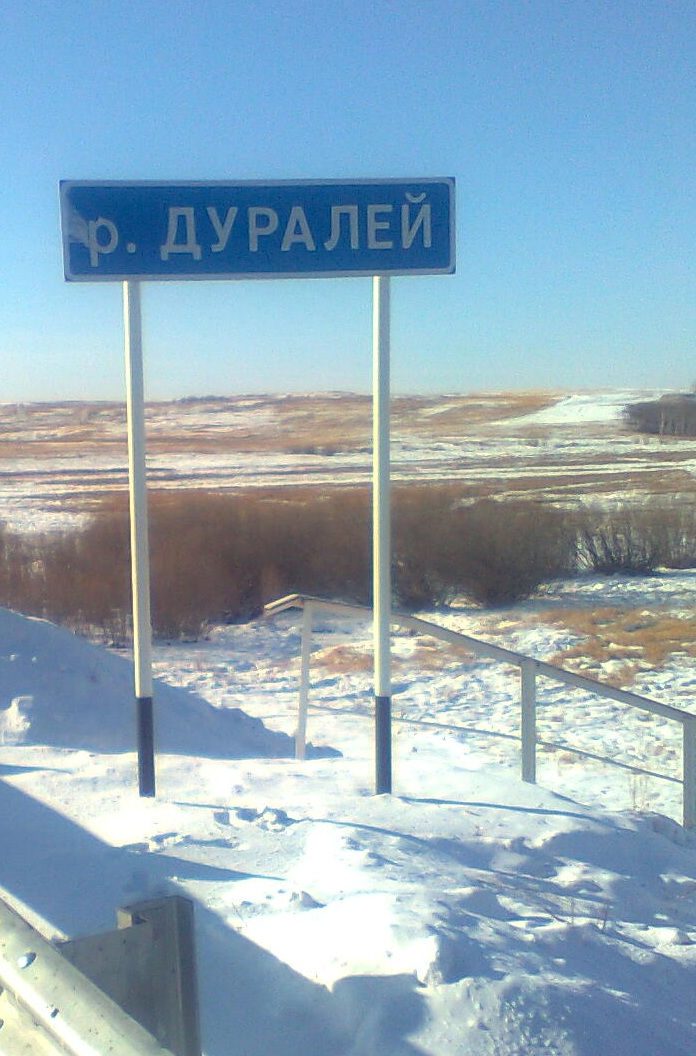

Дурале́й — река (водоток), протекающая в Забайкальском крае России.

## География
Дуралей является правым притоком реки Торга (правый приток реки Нерча).
Берёт начало восточнее села Золотухино. Течёт на восток. Вдоль русла реки проходит автодорога Р-297 «Амур». Дуралей впадает в Торгу в 8 км от устья. Длина реки Дуралей составляет 24 км.

## Населённые пункты
Населённые пункты, расположенные на реке Дуралей:
- село Новоберёзовское (Шилкинский район)[4].